# Serica pusilla
Serica pusilla är en skalbaggsart som beskrevs av Dawson 1922. Serica pusilla ingår i släktet Serica och familjen Melolonthidae. Inga underarter finns listade i Catalogue of Life.